# Greene, Rhode Island
Greene är en ort i Kent County i delstaten Rhode Island, USA.